# 1881
1881 (MDCCCLXXXI) là một năm thường bắt đầu vào Thứ bảy của lịch Gregory và là một năm thường bắt đầu vào Thứ Năm của lịch Julius, năm thứ 1881 của Công nguyên hay của Anno Domini, the năm thứ 881  của thiên niên kỷ 2, năm thứ 81  của thế kỷ 19, và năm thứ  2   của thập niên 1880. Tính đến đầu năm 1881, lịch Gregory bị lùi sau 12 ngày trước lịch Julius, và vẫn sử dụng ở một số địa phương đến năm 1923. 

## Sự kiện

### Tháng 1
- 25 tháng 1 – Thomas Edison và Alexander Graham Bell thành lập Oriental Telephone Company.

### Tháng 3
- 4 tháng 3 – James A. Garfield trở thành tổng thống thứ 20 của Hoa Kỳ.

## Sinh
- 26 tháng 3 – Guccio Gucci (m. 1953)
- 3 tháng 6 – Đạm Phương (m. 1947), nhà thơ, nhà hoạt động văn hóa, xã hội nổi tiếng, một nhà báo nữ Việt Nam đầu thế kỷ XX.
- 6 tháng 8 – Alexander Fleming, nhà dược lý học người Scotland (m. 1955).
- 29 tháng 10 – Nguyễn Hữu Thị Nga, Nhất giai Phi của vua Thành Thái (m. 1945).

## Mất
- 20 tháng 4 – Nguyễn Thị Hạnh, phong hiệu Quý nhân, thứ phi của vua Minh Mạng (s. ?).
- 15 tháng 12 – Nguyễn Phúc Miên Ký, tước phong Cẩm Xuyên Quận vương, hoàng tử con vua Minh Mạng (s. 1838).
- 17 tháng 12 – Lewis Henry Morgan, nhà lý luận xã hội học người Mỹ (s. 1818).
- Không rõ – Nguyễn Phúc Miên Liêu, tước phong Quỳ Châu Quận công, hoàng tử con vua Minh Mạng (s. 1824).